# IC 897
IC 897 је спирална галаксија у сазвјежђу Береникина коса која се налази на листи објеката дубоког неба у Индекс каталогу.
Деклинација објекта је + 17° 50' 53" а ректасцензија 13h 34m 19,3s. Привидна величина (магнитуда) објекта IC 897 износи 14,8 а фотографска магнитуда 15,6. IC 897 је још познат и под ознакама CGCG 102-20, PGC 47816.